# Industriequartier
Das Industriequartier (Kreis 5) ist ein Stadtkreis der Stadt Zürich in der Schweiz.

Zürich, Kreis 5 mit Eisenbahntrasse, Ballonaufnahme von Eduard Spelterini, 1904

Fabriken im Quartier im Jahr 1932: Luftbild von Walter Mittelholzer

Die ehemals selbständige Gemeinde Aussersihl wurde 1893 eingemeindet und brachte das von ihr abgespaltene Industriequartier mit in die Stadt ein, welches den heutigen Kreis 5 bildet. Administrativ wird das Industriequartier vom statistischen Amt in die beiden Verwaltungseinheiten (Quartiere) Gewerbeschule (oberer Kreis 5) und Escher Wyss (unterer Kreis 5) geteilt.
Der Stadtkreis entstand 1913 durch die Aufteilung des damaligen Kreises III in die drei Kreise 3 (Wiedikon), 4 (Aussersihl-Hard) und 5 (Industrie). Mit der zweiten Eingemeindung 1934 wurde die damals noch unbebaute Grünau abgetrennt und Altstetten zugeschlagen.

## Wappen
Blasonierung
In Silber ein schwarzes Zahnrad

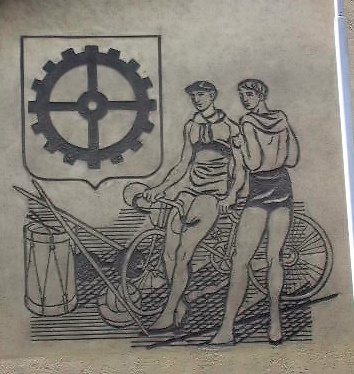
Das entscheidende Wandbild an der Turnhalle des Schulhauses Kornhausbrücke (siehe Text).

Das Kreiswappen ist im Rahmen eines Wettbewerbs entstanden. Es gab zwei Vorschläge: ein Mühlrad und ein Zahnrad. Gewählt wurde das Mühlrad. Da beim Bau des Schulhauses Kornhausbrücke jedoch schon das Zahnradwappen an die Wand gemalt worden war, kam man auf den Entscheid zurück.

## Geographie

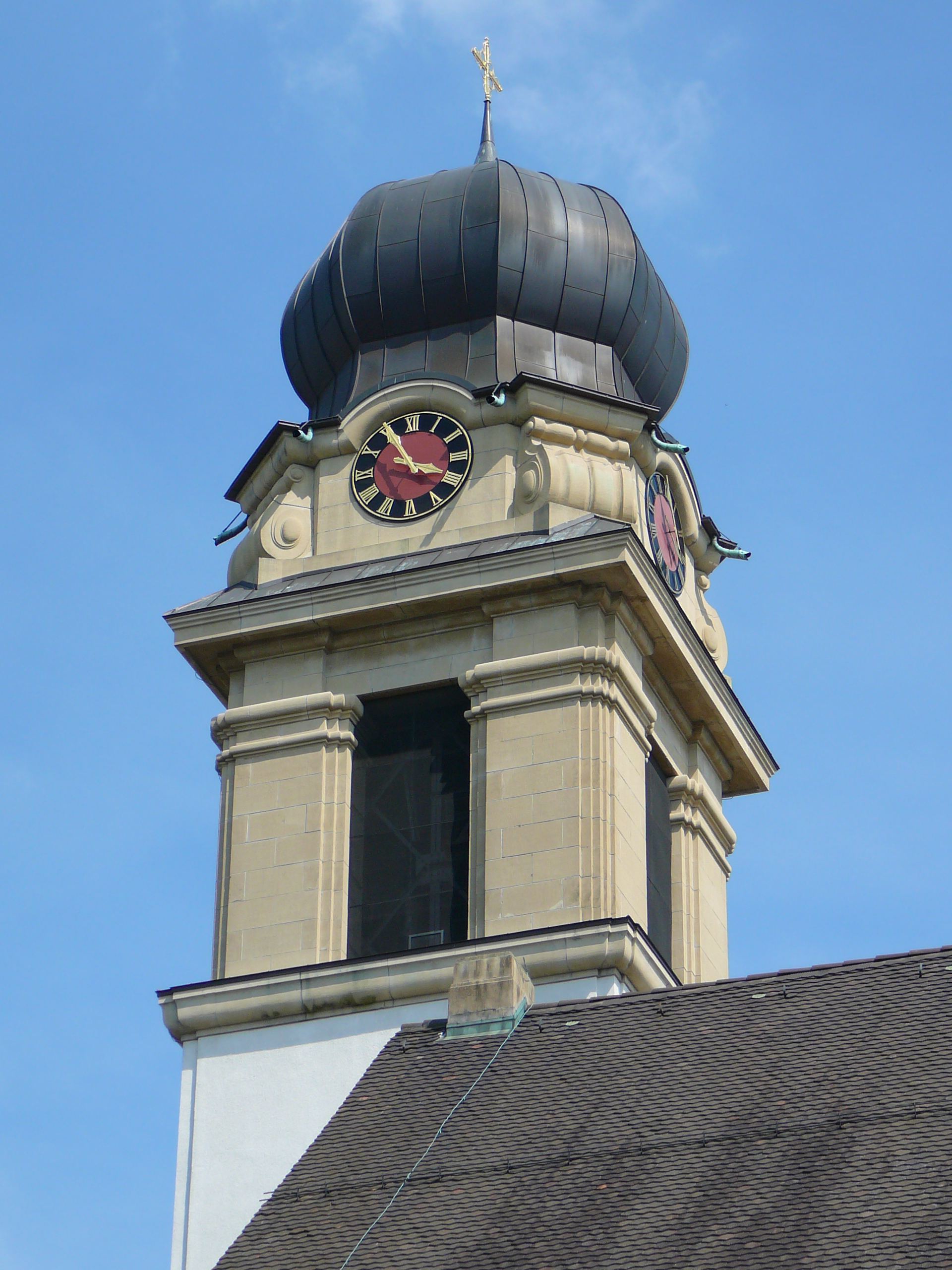
Kirchturm der katholischen Kirche St. Josef

Das Industriequartier zieht sich vom Mittleren Kräuel südlich des Zusammenflusses der Limmat und der Sihl bis zur Hardegg der Limmat entlang, begrenzt durch das grosse Gleisfeld des Zürcher Vor- und Güterbahnhofes im Süden und die Limmat im Norden.

## Bevölkerung
Das Industriequartier war von Anfang an ein Einwanderungsquartier. Entsprechend zeigen auch die sprachlichen und religiösen Statistiken entsprechende Ausschläge.

## Bevölkerungsentwicklung des Stadtkreises
Quelle: Statistik & Daten: Industriequartier

### Religionen
|                 | 1992 | 2001 | 2002 | Kreis 5 | Gewerbes. | Escher W. |
| --------------- | ---- | ---- | ---- | ------- | --------- | --------- |
| Reformierte     | 2506 | 2753 | 2889 | 23,3 %  | 22,4 %    | 26,7 %    |
| Katholiken      | 5134 | 3996 | 4086 | 32,9 %  | 33,6 %    | 30,2 %    |
| andere und ohne |      |      |      | 43,8 %  | 44,0 %    | 43,0 %    |

Im Industriequartier gibt es folgende Kirchen und kirchliche Räume:
- Die Evangelisch-reformierte Kirche besitzt an der Limmatstrasse mit der Johanneskirche vertreten. Sie wurde in den Jahren 1897–1898 nach Plänen des Architekten Paul Reber erbaut. Die Kirche besitzt eine der ältesten Orgeln der Stadt Zürich, ein im Jahr 1898 von der Orgelbaufirma Th. Kuhn, Männedorf erbautes Instrument.
- Die Römisch-katholische Kirche ist im Industriequartier an der Röntgenstrasse mit der Kirche St. Josef vertreten. Die Kirche wurde in den Jahren 1912–1914 nach Plänen der Architekten Curjel & Moser erbaut. Die neobarocke Kirche verweist mit ihrem Namen auf den Hl. Josef, den Vater von Jesu, der in der Bibel als Bauhandwerker vorgestellt wird und somit einen direkten Bezug zu den Arbeitern des Quartiers hat.
- Daneben betreibt die katholische Kirche seit dem Jahr 2010 in den Bögen 11/12 des Wipkinger-Eisenbahnviadukts den kirchlichen Raum jenseits, der ein Treffpunkt für Jugendliche und junge Erwachsene aus der ganzen Stadt sein soll.

Die beiden Kirchgemeinden der Landeskirchen (evang.-ref. St. Johannes und röm.-kath. St. Josef) sind im Quartierleben sehr engagiert. Teils im Alleingang, teils zusammen organisieren sie zahlreiche Anlässe. Dank der Kirchensteuer verfügen sie über finanzielle Mittel. Dabei arbeiten sie eng mit dem Quartierverein zusammen. Die Kirche St. Josef verfügt über grosszügige Räumlichkeiten, die auch von anderen Vereinen genutzt werden können.
Seit vielen Jahrzehnten ist auch die Heilsarmee im Kreis 5 tätig. Sie betreibt wenige Schritte neben der Langstrasse eine Teestube für Bedürftige.

### Nationalitäten
| (2002)                            | Industriequartier | Industriequartier | Gewerbeschule | Gewerbeschule | Escher Wyss | Escher Wyss |
| Insgesamt                         | 12'416            | 100,0 %           | 9'900         | 100,0 %       | 2'516       | 100,0 %     |
| Schweizer                         | 7'566             | 60,9 %            | 5'748         | 58,1 %        | 1'818       | 72,3 %      |
| Ausländer                         | 4'850             | 39,1 %            | 4'152         | 41,9 %        | 698         | 27,7 %      |
| davon aus                         |                   |                   |               |               |             |             |
| Italien                           |                   | 23,1 %            |               | 17,8 %        |             | 13,3 %      |
| Ex-Jugoslawien                    |                   | 13,1 %            |               | 14,9 %        |             | 16,2 %      |
| Deutschland                       |                   | 8,5 %             |               | 8,7 %         |             | 14,2 %      |
| Türkei                            |                   | 6,4 %             |               | 6,9 %         |             | o. A.       |
| Übriges Europa                    |                   | 25,2 %            |               | 27,7 %        |             | 29,2 %      |
| Portugal                          |                   | o. A.             |               | o. A.         |             | 5,9 %       |
| Aussereuropäisch                  |                   | 23,6 %            |               | 24,0 %        |             | 21,2 %      |
| Bevölkerungsveränderung seit 1992 |                   | +8,9 %            |               | +1,0 %        |             | +57,0 %     |

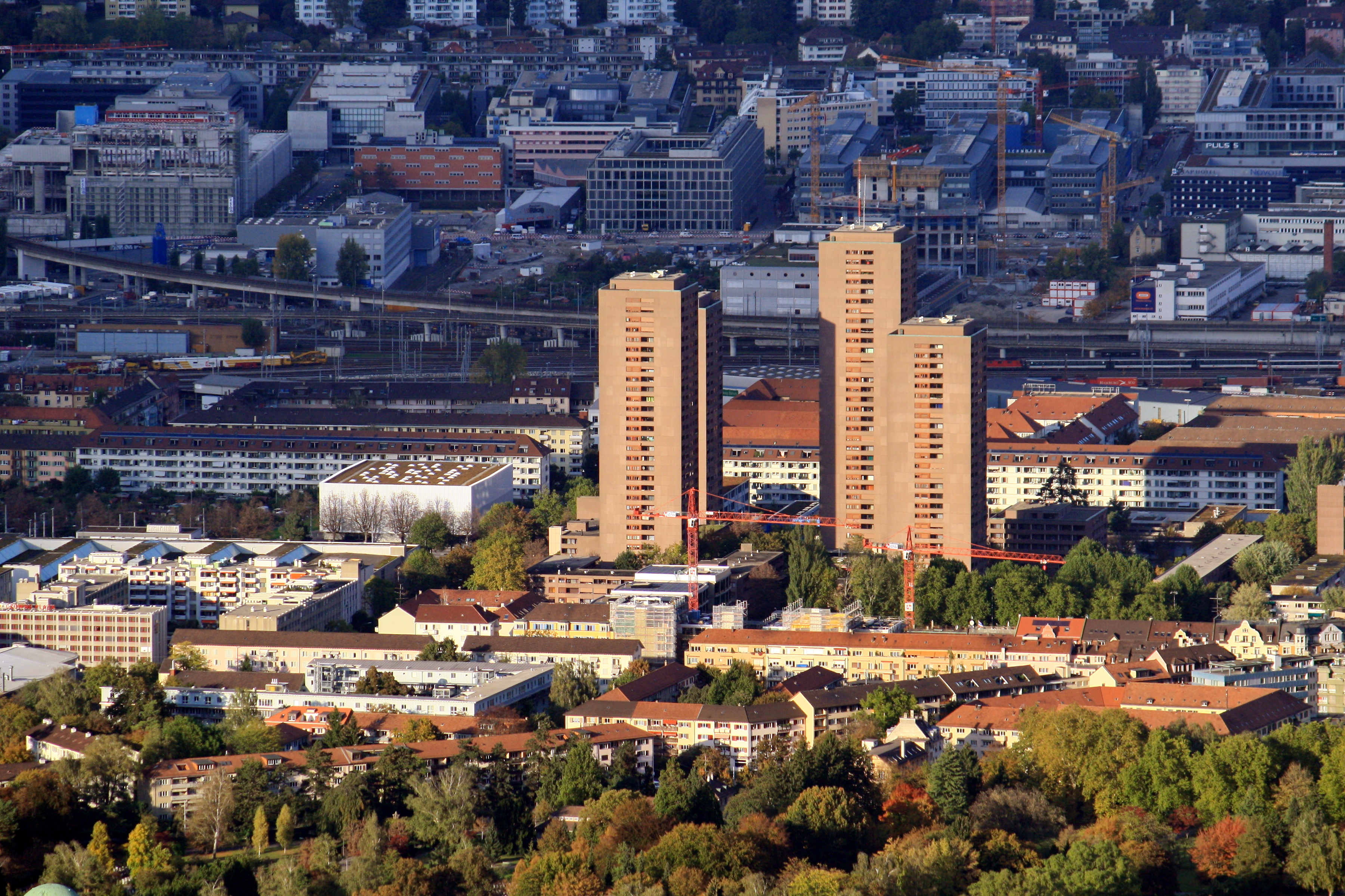
Sicht vom Uetliberg auf Hard und Industriequartier (Hintergrund)

- Schweizer: 1'888 Stadtbürger; 4'807 Niedergelassene; 857 Wochenaufenthalter; 14 übrige
- Ausländer: 3'013 Niedergelassene (C); 1'179 Jahresaufenthalter (B); 430 vorläufig Aufgenommene (F/N); 197 Kurzaufenthalter (L); 31 übrige

## Politik
Der Kreis 5 entsandte 4 (früher 3) Gemeinderäte ins 125-köpfige städtische Parlament, den Gemeinderat. Im Zuge der Wahlkreisreform von 2004 wurden auf städtischer Ebene die Wahlkreise 4 und 5 gleich dem kantonalen Wahlkreis III zusammengelegt. Seither ist die ehemalige Gemeinde Aussersihl (Stadtkreise 4 und 5) sowohl auf kantonaler wie auch auf städtischer politischer Ebene wieder vereint. Auf der Verwaltungsebene (Stadtkreise, resp. Kreisbüros) wurde nichts verändert. Am 12. Februar 2006 wurden erstmals Gemeinderatswahlen im vereinigten Wahlkreis durchgeführt, welchem 13 Sitze zustehen.
| Parteienstärke im Wahlkreis 4 und 5 ab 2006 (Aussersihl-Industrie) | Parteienstärke im Wahlkreis 4 und 5 ab 2006 (Aussersihl-Industrie) | Parteienstärke im Wahlkreis 4 und 5 ab 2006 (Aussersihl-Industrie) | Parteienstärke im Wahlkreis 4 und 5 ab 2006 (Aussersihl-Industrie) | Parteienstärke im Wahlkreis 4 und 5 ab 2006 (Aussersihl-Industrie) | Parteienstärke im Wahlkreis 4 und 5 ab 2006 (Aussersihl-Industrie) | Parteienstärke im Wahlkreis 4 und 5 ab 2006 (Aussersihl-Industrie) |
| Partei                                                             | 2022                                                               | 2018                                                               | 2014                                                               | 2010                                                               | 2006                                                               | (2002)                                                             |
| ------------------------------------------------------------------ | ------------------------------------------------------------------ | ------------------------------------------------------------------ | ------------------------------------------------------------------ | ------------------------------------------------------------------ | ------------------------------------------------------------------ | ------------------------------------------------------------------ |
| AL/PdA                                                             | 1                                                                  | 2                                                                  | 2                                                                  | 2                                                                  | 2                                                                  | (2)                                                                |
| CVP                                                                | 0                                                                  | 0                                                                  | 0                                                                  | 1                                                                  | 1                                                                  | (1)                                                                |
| FDP                                                                | 2                                                                  | 1                                                                  | 1                                                                  | 1                                                                  | 1                                                                  | (1)                                                                |
| GP                                                                 | 2                                                                  | 2                                                                  | 2                                                                  | 2                                                                  | 2                                                                  | (1)                                                                |
| GLP                                                                | 2                                                                  | 2                                                                  | 2                                                                  | 2                                                                  |                                                                    |                                                                    |
| SVP                                                                | 1                                                                  | 1                                                                  | 1                                                                  | 1                                                                  | 2                                                                  | (2)                                                                |
| SP                                                                 | 5                                                                  | 5                                                                  | 5                                                                  | 4                                                                  | 5                                                                  | (6)                                                                |

| Parteienstärke im ehemaligen Wahlkreis 5 bis 2002 (Industriequartier) | Parteienstärke im ehemaligen Wahlkreis 5 bis 2002 (Industriequartier) | Parteienstärke im ehemaligen Wahlkreis 5 bis 2002 (Industriequartier) | Parteienstärke im ehemaligen Wahlkreis 5 bis 2002 (Industriequartier) | Parteienstärke im ehemaligen Wahlkreis 5 bis 2002 (Industriequartier) | Parteienstärke im ehemaligen Wahlkreis 5 bis 2002 (Industriequartier) | Parteienstärke im ehemaligen Wahlkreis 5 bis 2002 (Industriequartier) | Parteienstärke im ehemaligen Wahlkreis 5 bis 2002 (Industriequartier) | Parteienstärke im ehemaligen Wahlkreis 5 bis 2002 (Industriequartier) | Parteienstärke im ehemaligen Wahlkreis 5 bis 2002 (Industriequartier) |
| Partei                                                                | 2002                                                                  | 1998                                                                  | 1994                                                                  | 1990                                                                  | 1986                                                                  | 1982                                                                  | 1978                                                                  | 1974                                                                  | 1970                                                                  |
| --------------------------------------------------------------------- | --------------------------------------------------------------------- | --------------------------------------------------------------------- | --------------------------------------------------------------------- | --------------------------------------------------------------------- | --------------------------------------------------------------------- | --------------------------------------------------------------------- | --------------------------------------------------------------------- | --------------------------------------------------------------------- | --------------------------------------------------------------------- |
| AL/PdA                                                                | 1                                                                     | 1                                                                     | 1                                                                     | 1                                                                     | 1                                                                     | 1                                                                     | 1                                                                     | 1                                                                     | 1                                                                     |
| CVP                                                                   | 1                                                                     | 1                                                                     | 1                                                                     | 1                                                                     | 1                                                                     | 1                                                                     | 1                                                                     | 1                                                                     | 1                                                                     |
| SP                                                                    | 2                                                                     | 2                                                                     | 1                                                                     | 1                                                                     | 1                                                                     | 1                                                                     | 1                                                                     | 1                                                                     | 1                                                                     |

## Wirtschaft und Infrastruktur

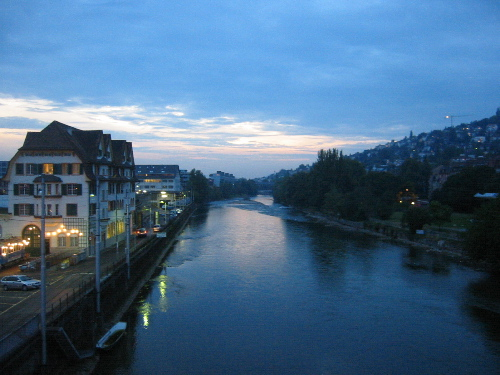
Blick von der Hardbrücke auf die Limmat mit dem Tramdepot am Escher-Wyss-Platz am linken Bildrand

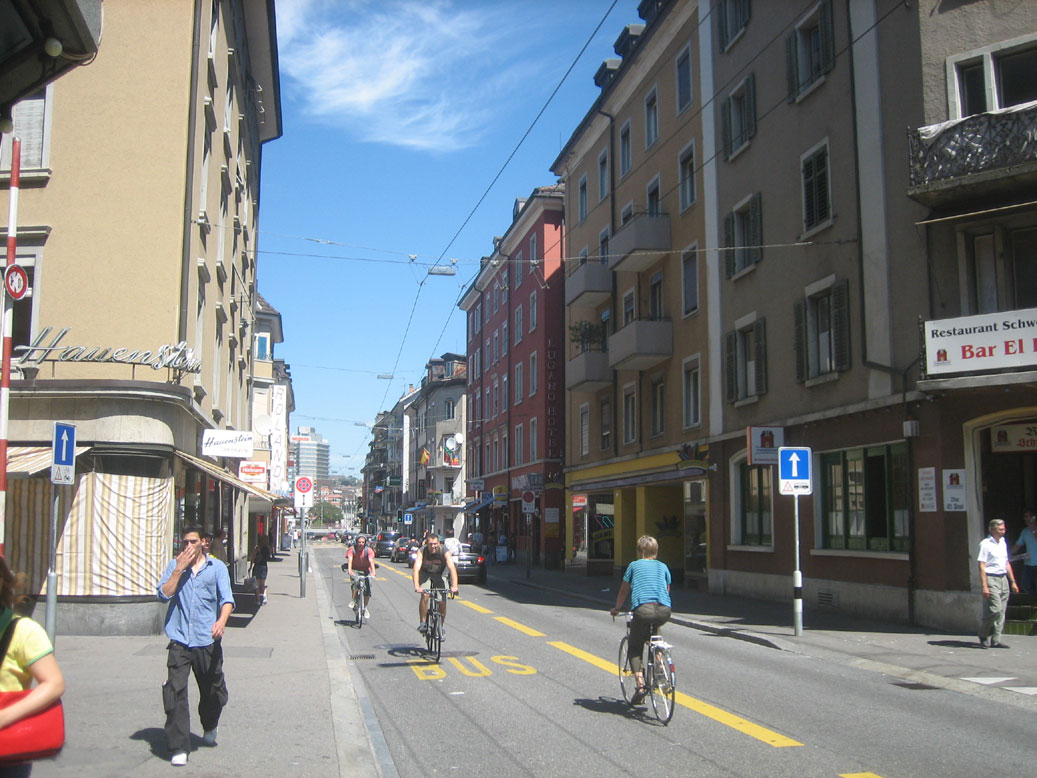
Langstrasse (hier in Aussersihl/Kreis 4) mit Blick Richtung Limmatplatz

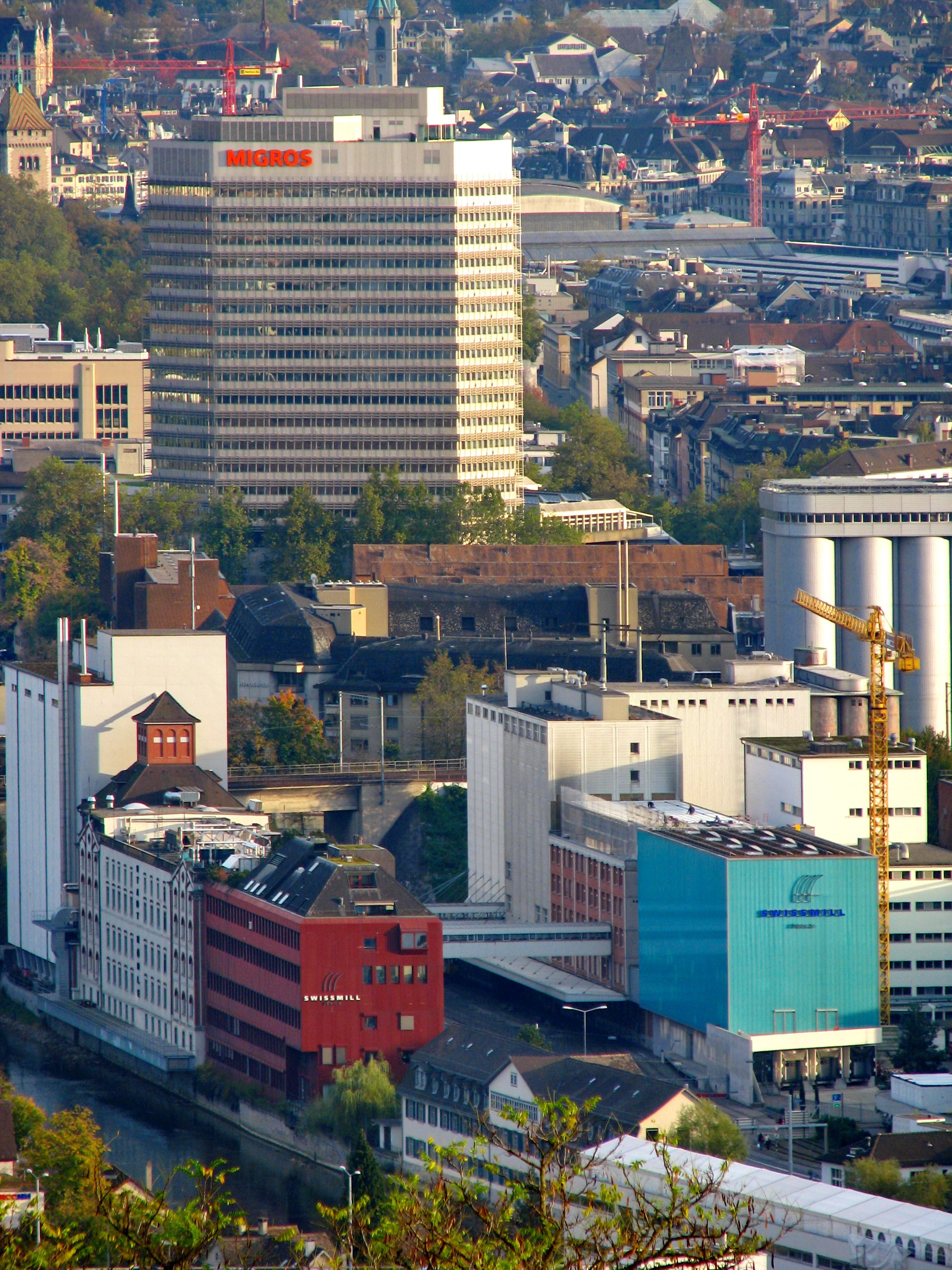
Das Gebiet um den Limmatplatz, Ansicht vom Waidberg

Auf Initiative der Quartierbevölkerung entstanden Einrichtungen wie etwa die Zone 5, ein Zusammenschluss von Handlungen und Gaststätten; oder die Kulturmeile im unteren Teil des Kreises. Heute bestehen im Kreis zahlreiche kleine Familienunternehmen. Von den grossen Firmen sind nur der Migros-Genossenschafts-Bund und die Stadtmühle (Swissmill), von den Banken ist nur noch die Migrosbank geblieben. Prostitution und Drogenhandel konnten im Umfeld der Langstrasse im Kreis 5 stärker eingedämmt werden als im benachbarten Kreis 4.

### Industrie
Eine unvollständige Liste von Betrieben zeigt den Strukturwandel der letzten Jahre:
- Reishauer AG (Zahnflankenschleifmaschine; heute Berufsschule)
- Städt. Salzmagazin (heute Berufsschule)
- Bananen AG (heute Berufsschule)
- Städt. Kornhaus (heute Migros-Genossenschafts-Bund)
- Trinkwasser-Filteranlagen (heute Museum für Gestaltung und HGKZ)
- Escher Wyss AG (Maschinenfabrik; heute Dienstleistungen, Schauspielhaus, Wohnungen)
- Schoeller AG (Textilfabrik, heute Wohnungen [Limmatwest])
- Steinfels Seifen (Seifen, Waschpulver; heute Wohnungen, Yoga-Studio, Kino)
- Maag Zahnräder (heute Prime Tower und Maag-Areal)
- Stadtmühle (heisst heute Swissmill)
- Kattundruckerei Esslinger (heute Stadtküche; Bootsclub)
- Städt. Gasversorgung (heute Zwischennutzung mit Ateliers, Planungsgebiet)
- Schoch+Co (Eisenwaren; heute Bank)
- Alteisenhandel (heute Wohnungen)
- Grossmolkerei Milchverband Winterthur (heute Disco und Arbeitsplatz für Künstler und KMU)
- Städt. Gaswerk (heute Wohnen, Altersheim, Personenmeldeamt Kreisbüro 5, Stadtammannamt und Betreibungsamt, Kreiswache, Kindergarten)
- Viaduktbögen (Lager, Gewerbe; heute Ateliers, Läden)
- Löwenbräu Zürich (Brauerei; heute Galerien, Museum, Boardinghaus, Wohnungen, Büros)

### Schulen, Hochschulen
In den ehemaligen Industriegebäuden haben der Kanton und die Stadt in den letzten Jahrzehnten eine grosse Anzahl Berufsschulen einquartiert:
- Berufsschule für Gestaltung Zürich
- Allg. Berufsschule Zürich
- Kant. Berufsschulen, Allgemeine Abteilung
- Ausbildungsstätte für Med. Laboranten (SRK)
- Berufsschule Mode und Gestaltung
- Baugewerbliche Berufsschule Zürich
- Technische Berufsschule Zürich
- Berufsschule Informations-Technik
- Berufsschule Automobiltechnik
- Berufsschule Gymnastik

Auch die Zürcher Hochschule der Künste (ZHdK) liegt im Industriequartier. Daneben betreibt die Hochschule Wädenswil im Technopark eine Aussenstelle.

### Verkehr
Strassenverkehr

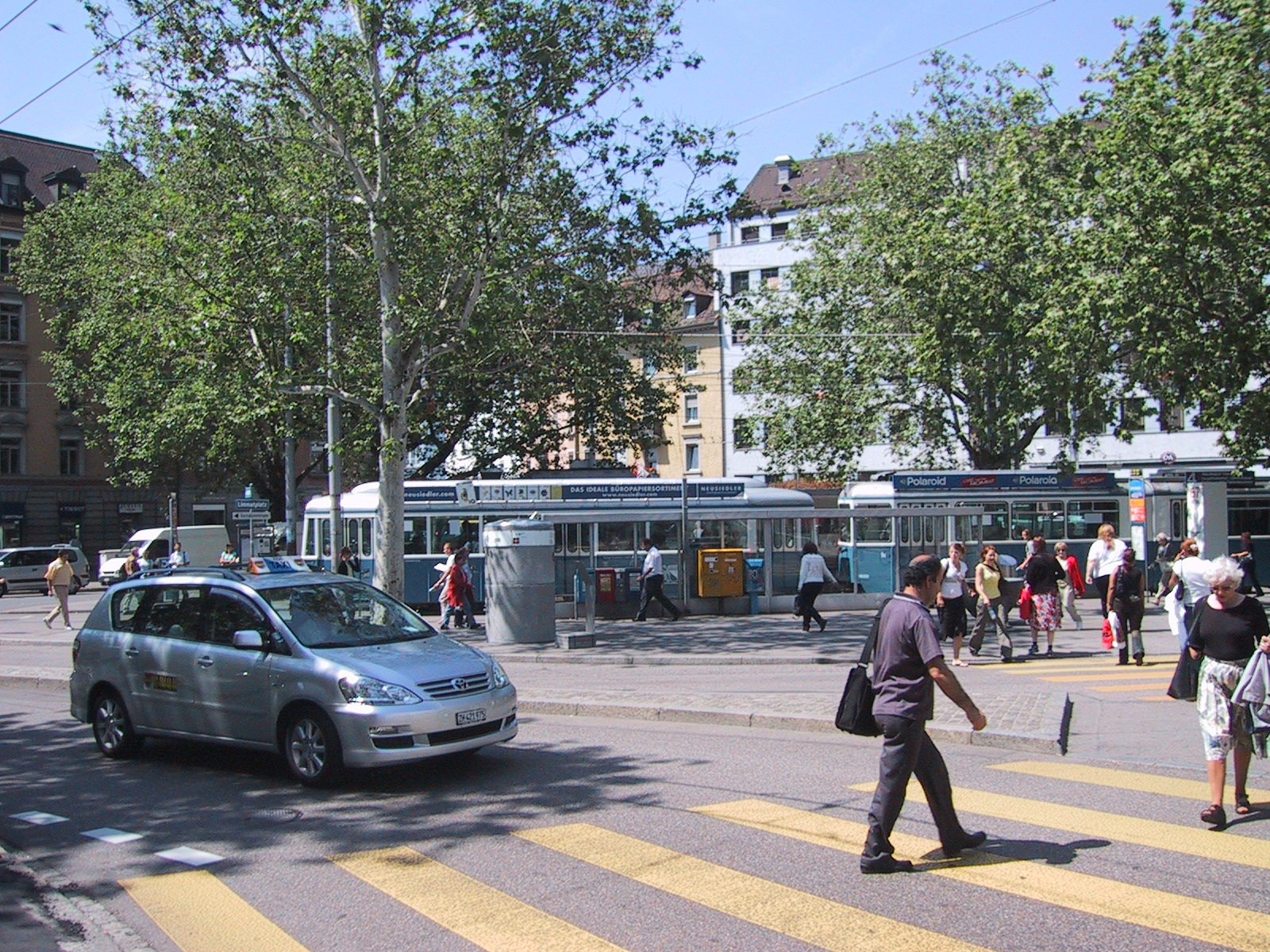
Limmatplatz (vor dem Bau des markanten Platzdaches 2006/2007)

In den 1980er Jahren wurden grosse Anstrengungen zum Schutz der Wohnbevölkerung vor dem Strassenverkehr unternommen. Seither ist der Röntgenplatz autofrei, der Limmatplatz nur noch in einzelne Richtungen befahrbar und Wohnstrassen wurden eingerichtet. Nach dem Jahr 2000 wurde flächendeckend Tempo 30 eingeführt.
Die ursprünglich als Provisorium geplante Hardbrücke, welche den Stadtkreis mittig quert, besteht nunmehr seit über 45 Jahren und soll auch weiterhin den Verkehr von Nordost nach Südwest übernehmen. Auch das in den 1960er Jahren geplante Autobahn-Y, welches die Autobahnen aus den Richtungen Bern (A1), Winterthur (A1) und Chur (A3) miteinander verbinden soll, taucht alle paar Jahre wieder in der Diskussion auf. Gemäss letzten Planungen soll der Abschnitt Bern – Zürich (A1) teilweise als Tiefstrasse über die Pfingstweidstrasse – Escher Wyss-Platz – Sihlquai bis zum Zürcher Hauptbahnhof verlängert werden, wogegen jedoch politischer Widerstand besteht.
Tram
Auf private Initiative hin wurde am 24. April 1898 die Industriequartier-Strassenbahn (IStB) auf der Strecke Bahnhofquai–Escher-Wyss-Platz eröffnet. Die rentable Linie wurde nach wenigen Jahren von der Stadt aufgekauft.
Die Städtische Strassenbahn (St.St.Z.) betrieb drei Linien:
- 4: Bahnhof Tiefenbrunnen – Hauptbahnhof – Escher-Wyss-Platz – Nordbrücke
- 10: Rehalp – Hauptbahnhof – Escher-Wyss-Platz – Höngg – Wartau
- 22: Escher-Wyss-Platz – Sportplatz Hardturm

In den Siebzigerjahren wurde beim Bau der Hardbrücke die Linienführung zur Nordbrücke verunmöglicht. Das Liniennetz der heutigen Verkehrsbetriebe Zürich (VBZ):
- 4: Tiefenbrunnen – Bellevue – Hauptbahnhof – Escher-Wyss-Platz – Schiffbau – Bahnhof Altstetten-Nord
- 8: Klusplatz – Bellevue – Hardplatz – Bahnhof Hardbrücke – Escher-Wyss-Platz – Hardturm
- 13: Albisgüetli – Bahnhof Enge – Hauptbahnhof – Escher-Wyss-Platz – Höngg  – Wartau – Frankental
- 17: (Albisgüetli – Bahnhof Enge –) Hauptbahnhof – Escher-Wyss-Platz – Hardturm – Werdhölzli

Bus
- 32: Holzerhurd – Bucheggplatz – Limmatplatz – Kalkbreite/Bahnhof Wiedikon – Friesenberg – Strassenverkehrsamt
- 33: Bahnhof Tiefenbrunnen – Klusplatz – Schaffhauserplatz – Escher-Wyss-Platz – Albisriederplatz – Triemli
- 72: Milchbuck – Escher-Wyss-Platz – Albisriederplatz – Wiedikon – Sihlcity Nord – Morgental
- 83: Milchbuck – Escher-Wyss-Platz – Albisriederplatz – Kappeli – Bahnhof Altstetten

Eisenbahn

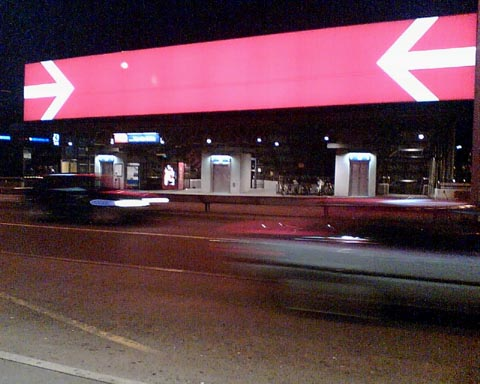
Bahnhof Hardbrücke in der Nacht

Die erste Eisenbahn trennte seit 1847 den Kreis 5 von seiner Muttergemeinde Aussersihl. Der Bau der Linie Zürich – Oerlikon – Winterthur 1855–1856 brachte einen Erddamm ab der Langstrassenunterführung in der Lage der heutigen Röntgenstrasse (mit einem einzigen Durchlass) Richtung Escher-Wyss-Platz und zur Fähre nach Wipkingen. Die weniger steile Ersatzlinie über den Aussersihler Viadukt und die rechtsufrige Zürichseebahn mit dem Lettenviadukt schwingen sich seit über hundert Jahren über den Kreis; seit den 1970er Jahren zudem der Käferberg-Viadukt und der Hardturmviadukt.
Bahnhöfe in der Nähe sind der Zürcher Hauptbahnhof und die Haltestelle Hardbrücke. Die Station Letten in Wipkingen wurde am 27. Mai 1989 stillgelegt.
Der Kreis ist Standort des Lokomotivdepots (Depot G) und Wohnort vieler Eisenbahner (Wohnhäuser der SBB und diverser Eisenbahner-Genossenschaften). Der Bau eines vierten Eisenbahnviaduktes quer zwischen den Wohnhäusern durch konnte in den 1990er-Jahren verhindert werden. Stattdessen wurde ein leistungsfähigerer Tunnel vom Hauptbahnhof nach Oerlikon gebaut.

## Geschichte

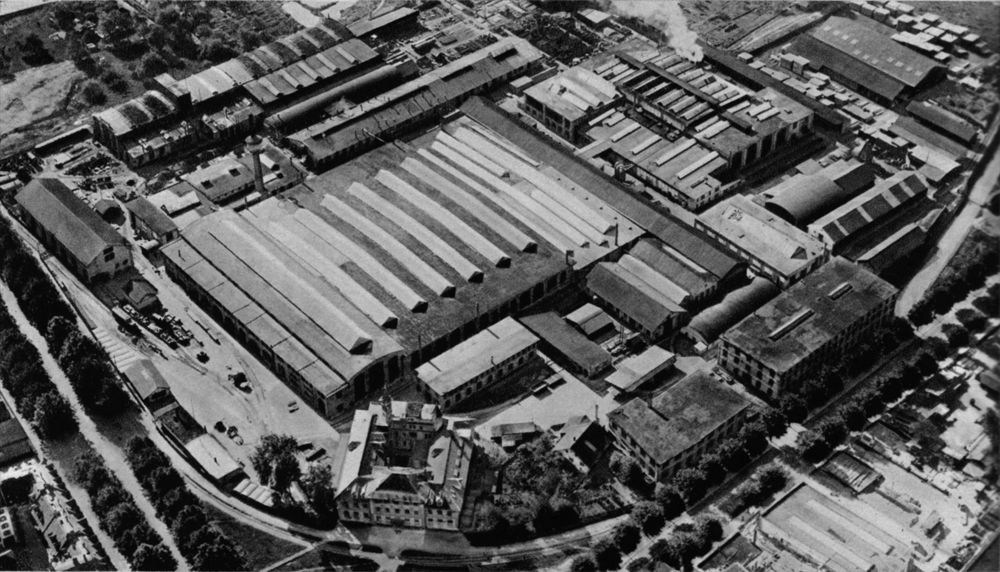
Die Escher-Wyss-Maschinenfabrik am Escher-Wyss-Platz 1930

Am 27. März 1787 wurde die Gemeinde Aussersihl gegründet und von Wiedikon abgetrennt. Aussersihl wuchs rasant und wies zeitweise mehr Einwohner auf als die Stadt Zürich. Dem schnellen Wachstum war die Gemeinde jedoch nicht gewachsen, sodass die konkursite Stadt Aussersihl zusammen mit zehn weiteren Gemeinden die Stadt Zürich um die Eingemeindung bitten musste, die am 1. Januar 1893 vollzogen wurde. Aussersihl wurde dabei zusammen mit Wiedikon in den Stadtkreis III eingeteilt.
Der Bau der Schweizerischen Nordbahn (im Volksmund Spanisch Brötli-Bahn) 1847 schnitt die Gemeinde Aussersihl in zwei Teile. Mit dem weiteren Ausbau der Eisenbahn wuchs das trennende Gleisfeld immer mehr in die Breite und der einzige Übergang an der Langstrasse (ursprünglich Langfurren-Gasse) wies über zehn Barrieren auf. Anlässlich der Revision der Stadtkreise von 1913 wurde diese physisch längst vollzogene Teilung auch verwaltungspolitisch durchgeführt: der Stadtkreis III wurde in die neuen Stadtkreise 3 bis 5 aufgeteilt, wobei Aussersihl erneut von Wiedikon abgetrennt und das Industriequartier von Aussersihl durch das immense Gleisfeld geteilt wurde und seither den Kreis 5 bildet.

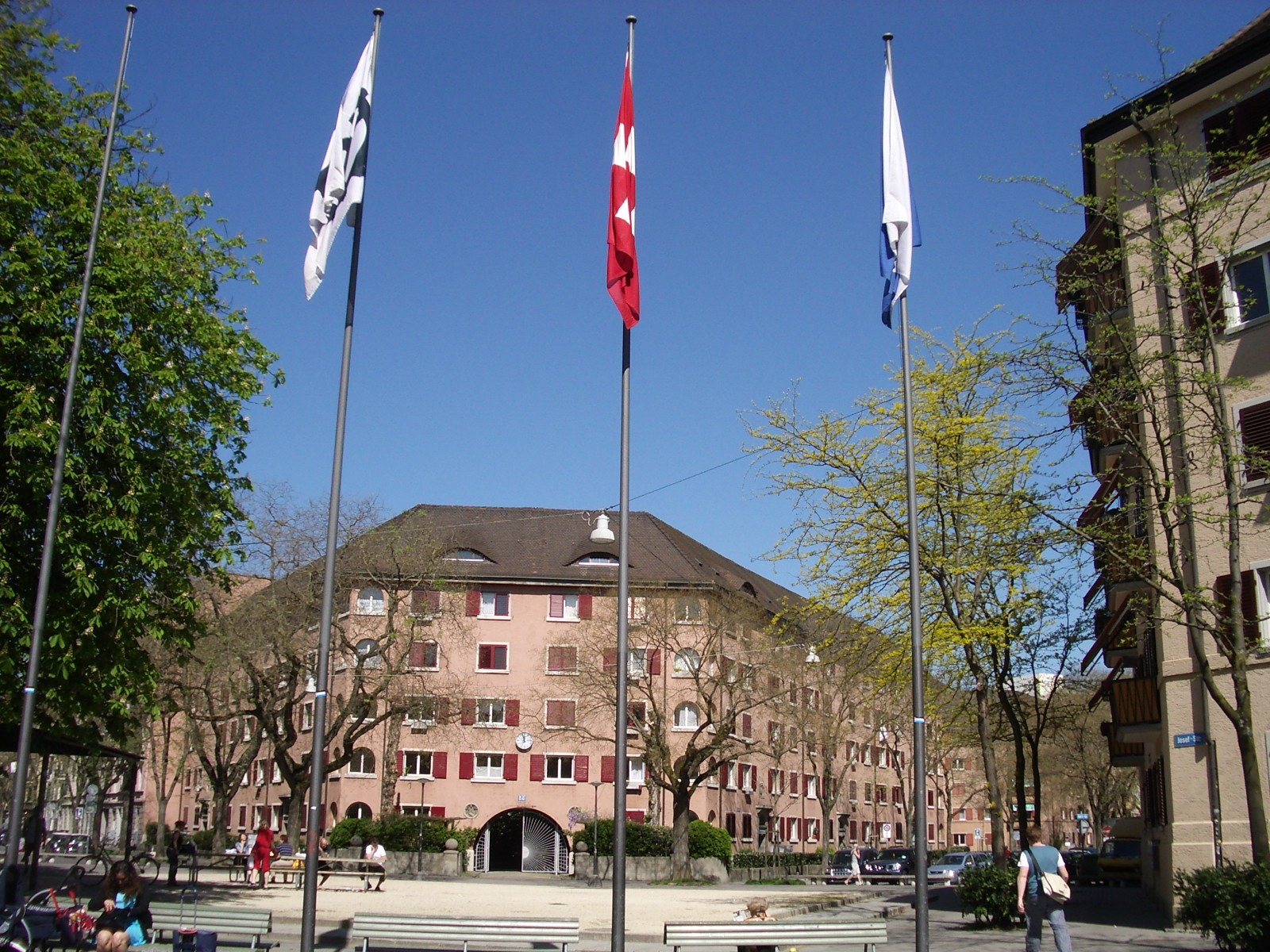
Röntgenplatz mit Kolonie Industrie 2

Während die offizielle Politik im heutigen Gewerbeschule-Quartier die Schweizerische Landesausstellung 1893 und Industrie ansiedelte, entwickelte sich vom Limmatplatz bis zur Hardstrasse ein Arbeiterwohnquartier.
Mit der zweiten Eingemeindung von 1934 verkleinerte sich das Gebiet des Industriequartiers, welches die noch unbebaute Grünau, zwischen Limmat und Gleisfeld, an das neue Quartier Altstetten abgab. Bei einer weiteren Revision der Stadtkreise im Jahre 1971 wurde das Industriequartier vom Statistischen Amt der Stadt Zürich, in die zwei Quartiere Gewerbeschule und Escher Wyss unterteilt, die ausschliesslich eine statistische Bedeutung haben.
In den 1980ern setzte eine starke Wandlung des Industriesektors ein. Etliche Industriebetriebe fusionierten, wurden aufgekauft, gingen in Konkurs, schlossen Werke oder zogen weg, auch wegen der grossen offenen Drogenszene. Dadurch lagen unzählige grosse Industriebauten brach, die seit den 1990er-Jahren umgenutzt oder abgerissen und durch Neubauten ersetzt werden, wodurch inzwischen viel neuer Wohnraum entstand. Während viele im Kreis 5 ansässige Genossenschaften und die städtische Liegenschaftenverwaltung günstige Wohnungen anbieten, vor allem an Familien und weniger Begüterte, führte der Aufschwung zu einer Schwerpunktverschiebung. Viele der Neubauten bieten teure Wohnungen an, was zu einer Erweiterung durch neue Bevölkerungsschichten führt. In den 1990ern entstanden zahlreiche Bars und Clubs, wodurch der Stadtkreis einem jungen und urbanen Publikum geöffnet wurde. Oft wurden kleine Wohnungen zusammengelegt und als «Loft» für ein Mehrfaches des ursprünglichen Preises neu vermietet. In einer Gegenbewegung wurde 1991 bis 1993 von der Hausbesetzer-Bewegung unter anderem das Wohlgroth-Areal besetzt.

## Kunst, Kultur und Sport
Die Entwicklung zum Trendquartier «Zürich West» spiegelt sich auch im kulturellen Bereich.

### Theater

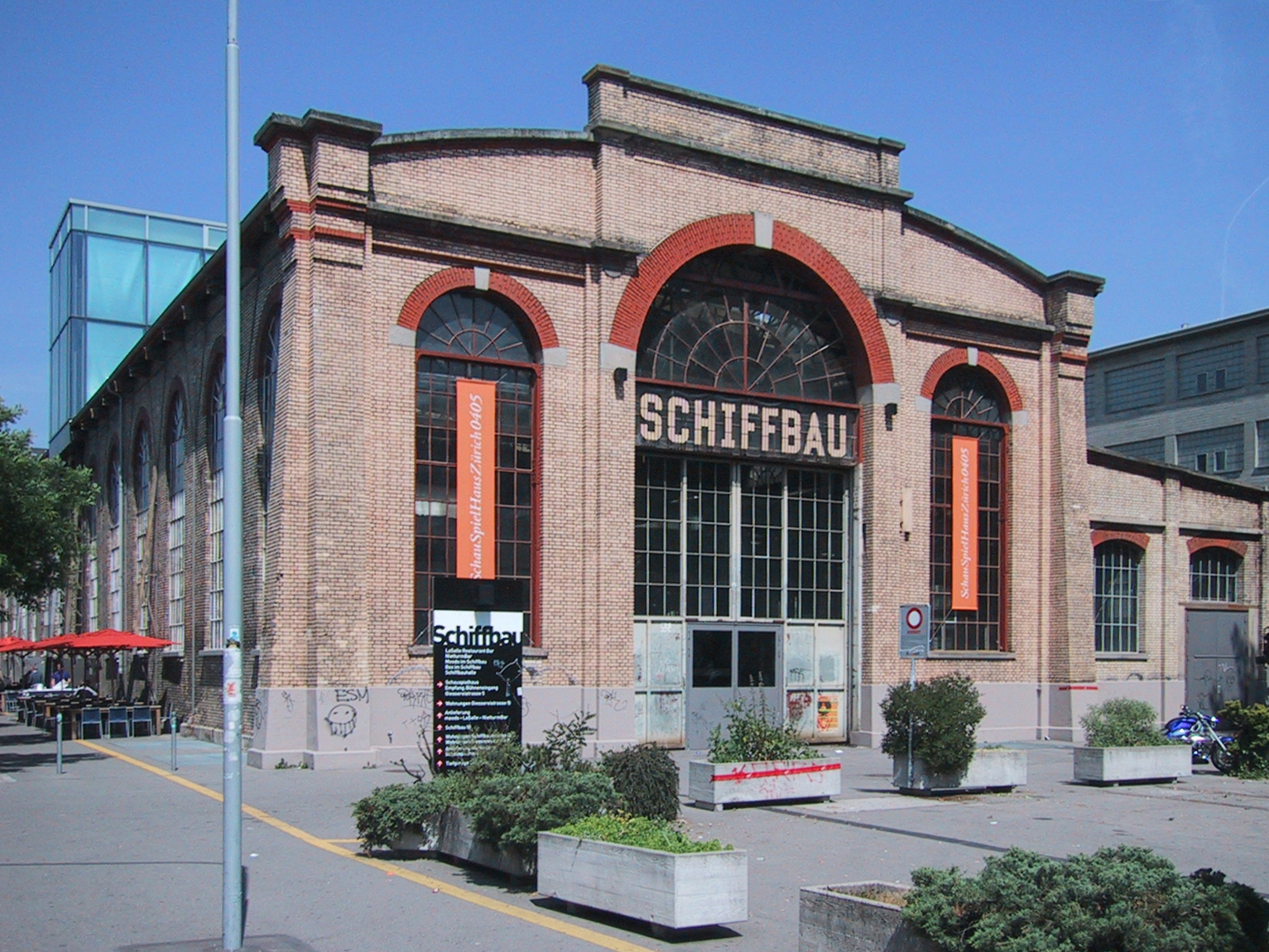
Theater- und Kulturzentrum Schiffbau

- Schiffbau: zwei Bühnen des Schauspielhauses Zürich, Jazzclub Moods; seit 2001
- Sogar Theater (privates Kleintheater, seit 1998)
- Blauer Saal Brauerei Löwenbräu
- Probezentren Opernhaus Zürich, Schauspielhaus Zürich

### Kinos
- Multiplexkino Abaton (von 1993 bis Ende 2005 Cinemax) mit 12 Sälen
- Kino/Bar/Bistro Riffraff (1913–1946 1 Saal, 1998–2002 2 Säle, seit 2002 4 Säle)

### Ausgang
- Dutzende von Bars und Clubs (Angebot zahlreich und wechselnd)
- sehr grosses und vielseitiges Angebot an Restaurants mit Spezialitäten aus aller Welt und in sämtlichen Preisklassen

### Sport
- FC Industrie Turicum
- Auf dem Gelände des ehemaligen Stadions Hardturm ist eine neue Fussballarena geplant.

### Museen
Die meisten öffentlichen Sammlungen verdankt der Kreis 5 der Zürcher Hochschule der Künste
- Museum für Gestaltung der ZHdK
- Plakatsammlung der ZHdK
- Grafiksammlung der ZHdK
- Designsammlung der ZHdK
- Kunsthalle Zürich
- Migros Museum für Gegenwartskunst
- Daros Collection (Sammlung Schmidheiny)
- Galerie Caratsch de Pury & Luxembourg

Zweimal monatlich verkehren auf der Strecke Hauptbahnhof – Escher-Wyss-Platz – Wartau historische Tramzüge.

### Bibliotheken
Neben den Schulbibliotheken hat die Pestalozzi-Bibliothek Zürich mit der PBZ Schütze im Industriequartier seit Sommer 2019 ihren neusten Standort. Weiter finden sich im Quartier die öffentlich zugängliche Bibliothek Ausstellungsstrasse des Medien- und Informationszentrums der Zürcher Hochschule der Künste und die Krimi-Bibliothek im Gemeinschaftszentrum Schindlergut.

### Architektur

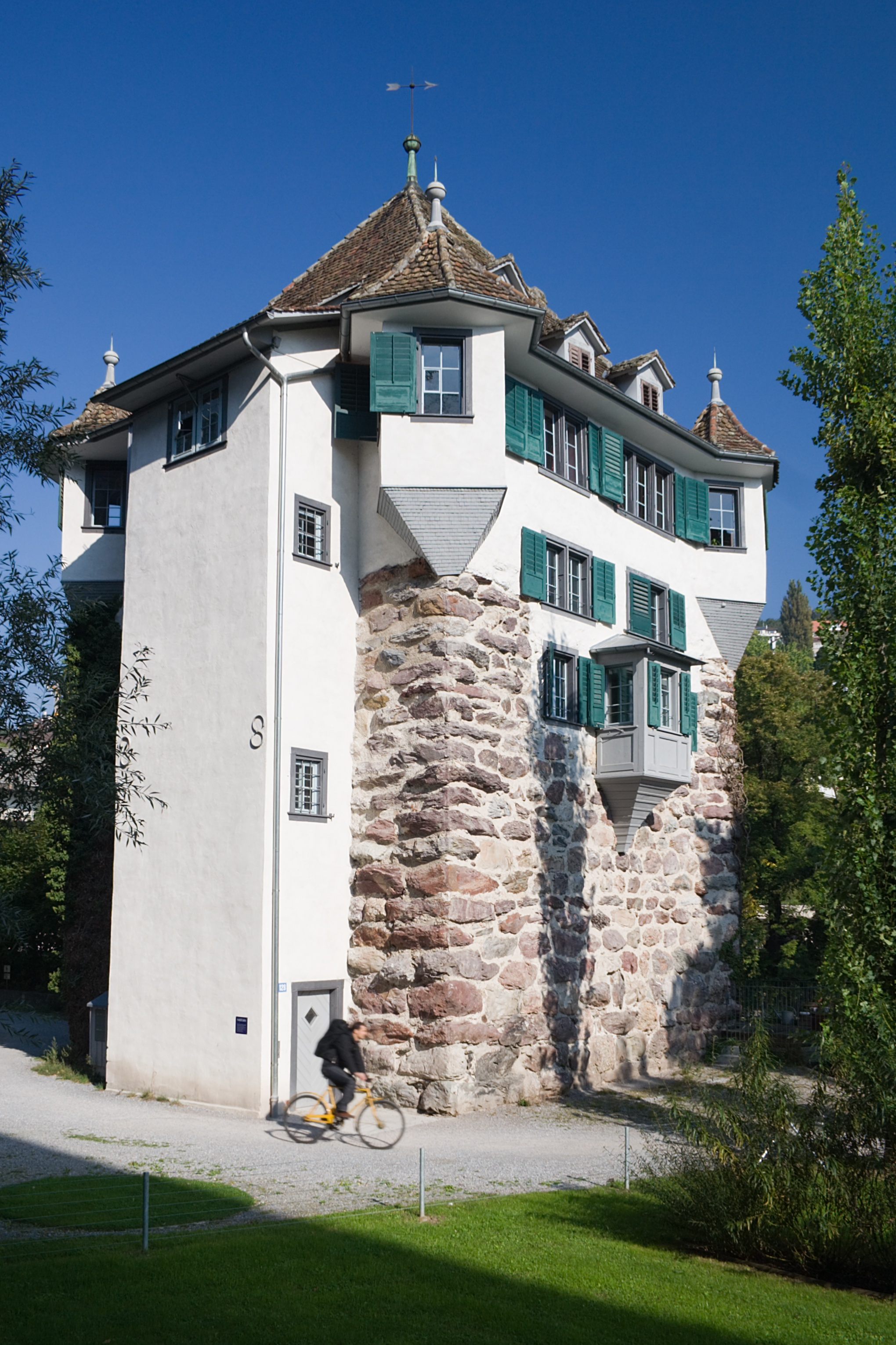
Der Hardturm, das älteste Profangebäude der Stadt Zürich, ist bis heute von Privaten bewohnt.

Das älteste Profangebäude der Stadt Zürich, der rund 800-jährige Hardturm, steht im unteren Teil des Kreis 5. Er war Familiensitz der als Minnesänger bekannten Familie Manesse. Er ist Privatbesitz und wird bewohnt.
Die katholische St. Josefs-Kirche wurde 1912–1914 in einem Volksfrömmigkeits-Herz-Jesu-Stil von Karl Moser erbaut. Die reformierte St. Johannes von Paul Reber entstand 1898 im neugotischen Stil nach ersten Entwürfen des Landesmuseums-Architekten Ramseyer.
Beispiele für moderne Architektur:
- Arbeiterhaus-Siedlung im Gebiet der Johannes-Gasse, sogenannte «Fierz-Häuser», nach ihrem Initianten, Johann Heinrich Fierz
- Bernoullihäuser im Hardturm, bekannte Arbeiter-Reihenhäuschen im Zeichen der Gartenstadtbewegung 1924–1929 von Prof. Hans Bernoulli
- Wohnkolonien, sogenannte «Arbeiterburgen» (Hofrandüberbauung) an Limmatstrasse, Josefstrasse, Röntgenstrasse, Albertstrasse
- Schulhaus Limmat (1908–1926)
- Limmathaus
- Museum für Gestaltung Zürich und Hauptgebäude der Zürcher Hochschule der Künste im Bauhausstil

aus der Zeit der Jahrtausendwende:
- Röntgenareal (farbige Wohnkuben)
- Limmatwest (ehemalige Textilfabrik Schoeller Hardturm)
- grosszügige grosstädtische Bauten rund um den Schiffbauplatz

## Persönlichkeiten
- Hans Bernoulli, Architekt, Prof. an der ETH, Erbauer des Bernoulli-Häuser-Quartiers
- Gottlieb Duttweiler, Gründer der Migros-Genossenschaften
- Johann Heinrich Fierz, Nationalrat, Erbauer des Fierzhäuser-Quartiers
- Rüdiger Manesse, Ratsherr
- Roger Schawinski, Radio- und Privatfernsehpionier

## Sonstiges
Der Umbruch vom Arbeiterwohnquartier und Industriestandort zum zentrumsnahen modernen Wohnquartier und Berufsschulstandort für den ganzen Kanton brachte es mit sich, dass während Jahren immer wieder Brachen entstanden. Diese wurden von Kulturschaffenden genutzt, und es gelang, ein vielfältiges Kulturangebot zu etablieren. Damit wurde der früher oft gemiedene Kreis für breite Gesellschaftsschichten attraktiv, was wiederum die ansässige Bevölkerung stärkte. Vom Rotlichtviertel und von der offenen Drogenszene in den späten 1980er-Jahren ist fast nichts mehr übrig geblieben.